# Café Central

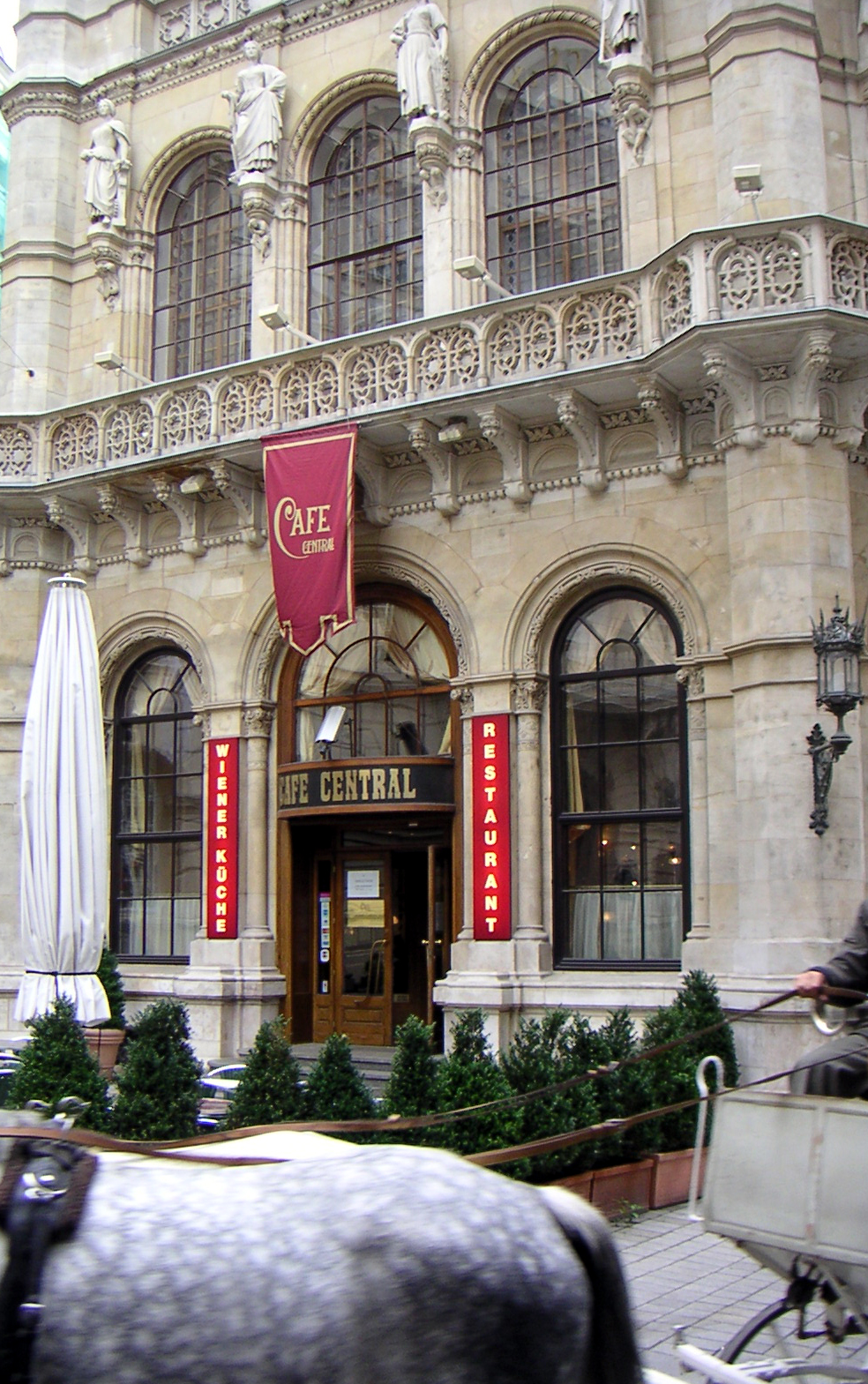
Entrada del Café Central

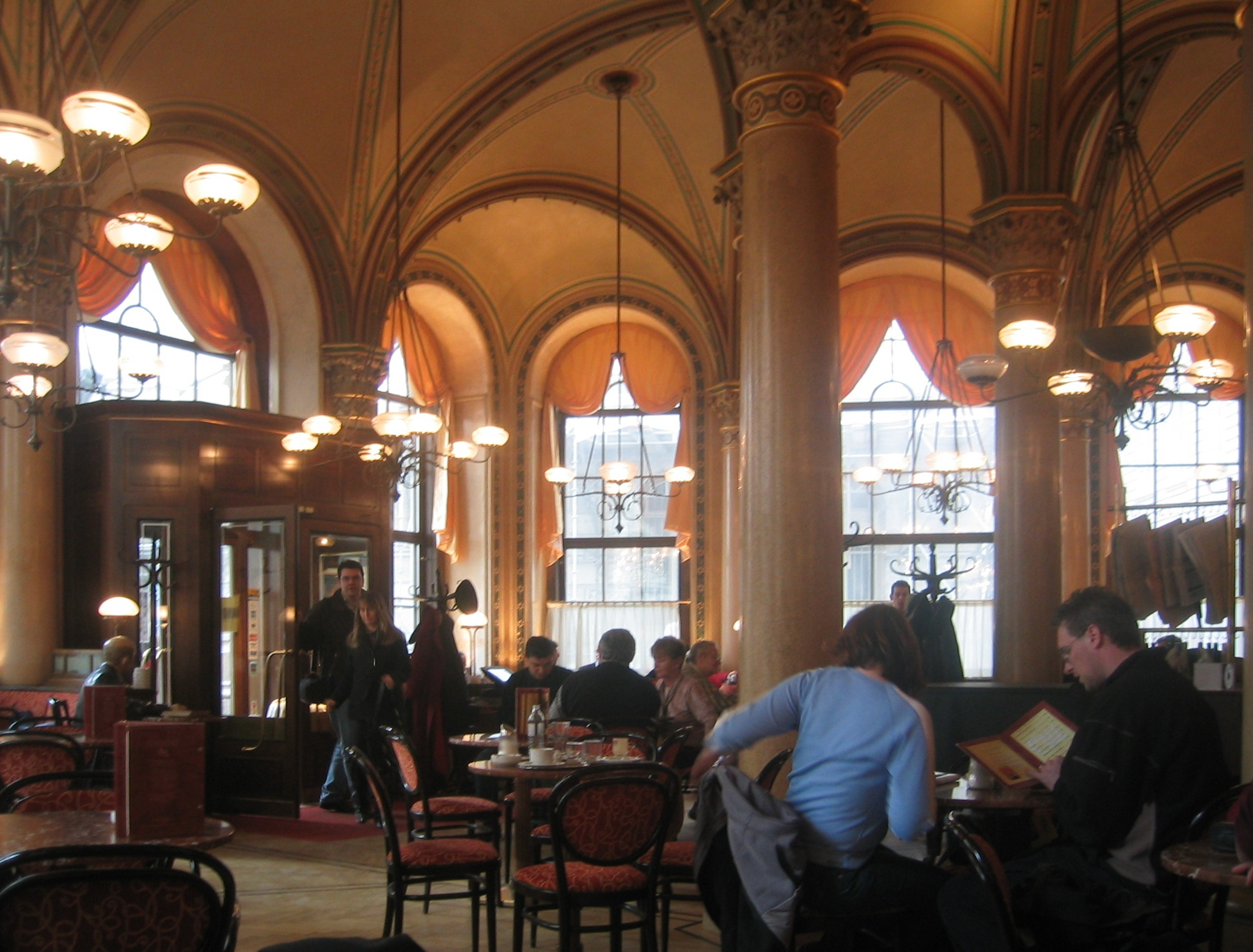
Interior del Café Central (2004).

El Café Central es una conocida cafetería de la ciudad de Viena. Se encuentra en el distrito número 1 de la capital austriaca, en el 14 de la calle Herrengasse, un edificio neorrenacentista que en la actualidad recibe el nombre de Palais Ferstel en honor a su arquitecto, Heinrich von Ferstel.

## Historia
El café abrió sus puertas en 1860. A finales del siglo XIX se convirtió en uno de los puntos de encuentro más importantes de la intelectualidad vienesa, en parte gracias al cierre y derribo del Café Griensteidl. Algunos de los clientes habituales del Central fueron, entre otros, Peter Altenberg, Egon Friedell, Hugo von Hofmannsthal, Anton Kuh, Alfred Adler, Sigmund Freud, Adolf Loos (quien diseñó el interior del Café Museum), Leo Perutz y Alfred Polgar. Hasta 1938, el Café Central recibía también el nombre jocoso de "universidad del ajedrez", pues era frecuentado por muchos aficionados a este juego.
Según una conocida anécdota, el político austriaco Heinrich Clam-Martinic, al preguntársele por la posibilidad de que estallase la revolución en Rusia, afirmó: ¿Y quién se supone que va a hacer la revolución? ¿Quizá el Sr. Bronstein desde el Café Central? Clam-Martinic se refería a León Trotski, cuyo apellido real era Bronstein; Trotski vivió en Viena como emigrante desde octubre de 1907 hasta el comienzo de la Primera Guerra Mundial y era un asiduo del Central, donde solía jugar al ajedrez.
El escritor Alfred Polgar escribió en su "Teoría del Café Central" lo siguiente: El Central no es una cafetería como el resto de las cafeterías, sino una forma de ver el mundo (...) Sus habitantes son en su mayor parte gente cuyo odio por sus semejantes es tan intenso como su deseo de estar con otras personas que a su vez también quieren estar solas pero necesitan compañía. Los clientes del Central se aman y menosprecian mutuamente (...) A algunos autores les sucede que cuando están en el Central no se les ocurre nada. Fuera de él, mucho menos todavía.
El Café Central cerró tras el fin de la Segunda Guerra Mundial. En 1975, año europeo de protección del patrimonio artístico, se renovó el Palais Ferstel y el Central volvió a abrir, pero en otra parte del edificio. No lo hizo en el patio interior del palacete, donde estaba antiguamente, sino en la antigua zona de ventanillas de un banco. En 1986 se volvieron a renovar lujosamente las distintas salas.
Hoy día, el Café Central es por un lado una atracción turística.